# روبی کونیگ
 روبی کونیگ (انگلیسی: Robbie Koenig؛ زاده ۵ ژوئیهٔ ۱۹۷۱) یک تنیس‌باز اهل آفریقای جنوبی است.